# 3月2日 (旧暦)
旧暦3月2日（きゅうれきさんがつふつか）は旧暦3月の2日目である。六曜は仏滅である。

## できごと
- 持統天皇9年（ユリウス暦695年4月19日） - 新羅の王が日本に使節として王子を遣す[要出典]
- 延元元年/建武3年（ユリウス暦1336年4月13日） - 多々良浜の戦い。京都を追われた足利尊氏が筑前多々良浜で菊池武敏を破り再度東上
- 天保11年（グレゴリオ暦1840年4月4日） - 水野忠邦の抜擢により勘定奉行・遠山景元が北町奉行に着任

## 誕生日
- 天徳3年（ユリウス暦959年4月12日） - 円融天皇、64代天皇（+ 991年）
- 暦応元年/延元3年（ユリウス暦1338年3月23日） - 後光厳天皇、北朝4代天皇（+ 1374年）
- 寛政3年（グレゴリオ暦1791年4月4日） - 安積艮斎、儒学者（+ 1861年）

## 忌日
- 治承3年（ユリウス暦1179年4月10日） - 俊寛、僧侶（* 1143年）
- 明徳3年/元中9年（ユリウス暦1392年3月25日) - 細川頼之、武将・管領（* 1329年）
- 天正10年（ユリウス暦1582年3月25日） - 仁科盛信、武将（* 1557年?）